# Садистическое расстройство личности
Садисти́ческое расстро́йство ли́чности — расстройство личности, характеризующееся садизмом. В Диагностическом и статистическом руководстве по психическим расстройствам 3-го издания (DSM-III-R) отнесено к «предлагаемым диагностическим категориям». В DSM-IV и DSM-5 не сохранилось.
Для лиц с садистическим расстройством личности характерно не только отсутствие жалости к своим жертвам, но даже наличествует феномен «обратной эмпатии», который связан с целенаправленным вызыванием у жертв ужаса и боли. Эти лица проявляют садистическое поведение и вне, и внутри своей семьи. Они могут старательно скрывать свои садистические наклонности и вводить в заблуждение потенциальных жертв.

## Диагностика
В DSM-III-R предложены следующие критерии (должно быть соответствие как минимум 4 критериям из перечисленных ниже): 
- Использование физической жестокости или насилия с целью установления доминирования в отношениях (за исключением случаев для достижения какой-то цели, не относящейся к межличностным, например, чтобы кого-то убить с целью ограбления).
- Публичное унижение другого человека.
- Слишком жестокое обращение с зависимым человеком (заключённым, ребёнком, учеником, пациентом и пр.).
- Получение и проявление удовольствия при виде мучений (физических или психологических) других.
- Использование лжи для причинения вреда (не только для достижения каких-либо других целей).
- Запугивание, для того чтобы заставить других людей совершить что-либо.
- Стремление ограничить свободу других людей.
- Увлечённость темами насилия, оружия, боевых искусств, пыток.

Для кодирования этого расстройства по DSM-III-R использовался код 301.90 «расстройство личности БДУ (садистическое расстройство личности)» (англ. Personality Disorder NOS (Sadistic Personality Disorder)).